# Sinterklaas en het Uur van de Waarheid
Sinterklaas en het Uur van de Waarheid is een Nederlandse jeugdfilm uit 2006, geregisseerd door Martijn van Nellestijn. Met in de hoofdrollen Nelly Frijda, Pamela Teves, Erik-Jan Slot, Jeffrey Erens, Frederik de Groot, Hetty Heyting, Martine van Os en Arthur Bostrom.

## Verhaal
Als bij de Tante Til Expositie iets ergs gebeurt met Sinterklaas, lijkt er eens en voor altijd een eind te komen aan het Sinterklaasfeest. Een serie van verschrikkelijke gebeurtenissen wordt in gang gezet, waardoor de gemene Dr. Brein en haar hulpjes Joris en Boris op vrije voeten dreigen te komen.
Terwijl Agent de Bok in Nederland probeert zich staande te houden in deze moeilijke tijden trekken de Pieten, onder leiding van Inspecteur Jankers, naar het verre Cyprus om op zoek te gaan naar de klokkenmaker Roleksos. Deze klokkenmaker heeft de mysterieuze oplossing in handen om alle problemen op te lossen.

## Rolverdeling
- Robert-Jan Wik - Sinterklaas
- Arthur Bostrom - Agent Crabtree
- Frederik de Groot - Inspecteur Jankers
- Richard de Ruijter - Boris
- Martijn van Nellestijn - Joris
- Jeffrey Erens - Postpiet
- Nelly Frijda - Dokter Grein (Zus van Dr. Brein)
- Angela Groothuizen - Rechter 1
- Corina  Pietjouw - Rechter 2
- Arjan de Kwant - Rechter 3
- Rob van de Meeberg - Aanklager
- Hetty Heyting - Tante Til
- Dick Rienstra - Commissaris
- Boudewijn Schrik - Seikos Roleksos
- Joep Sertons - Govert Glinster
- Johan Vlemmix - Minister van Feest
- Sander Faas - Hendricus Proos
- Liane van Nellestijn - Cypriotisch Vrouwtje
- Harry Slinger - Machinist
- Erik-Jan Slot - Agent de Bok
- Albert Rebel - Politiemedewerker
- Wieteke van Dort - Hare Majesteit
- Frans van Deursen - Advocaat Brein
- Pamela Teves - Dokter Brein